# Astragalus inflaticarpus
Astragalus inflaticarpus es una especie de planta del género Astragalus, de la familia de las leguminosas, orden Fabales.

## Distribución
Astragalus inflaticarpus se distribuye por Turquía.

## Taxonomía
Fue descrita científicamente por Ponert. Fue publicada en Feddes Repert. 83(9-10): 621 (1973).